# 스토리 오브 어스
《스토리 오브 어스》(영어: The Story of Us)는 1999년 개봉한 미국의 로맨틱 코미디 드라마 영화이다.

## 줄거리
결혼 15년 차인 벤과 케이티는 서로의 존재를 참지 못하게 된 지 오래됐지만 두 자녀의 행복을 위해 화목한 척 연기 중이다. 아이들을 여름 캠프에 보낸 뒤 두 사람은 시험 삼아 별거에 들어간다.

## 출연
- 브루스 윌리스 - 벤 조던 역
- 미셸 파이퍼 - 케이티 조던 역
- 리타 윌슨 - 레이철 크로건 역
- 롭 라이너 - 스탠 크로건 역
- 줄리 해거티 - 라이자 역
- 팀 매서슨 - 마티 역
- 루시 웹 - 조애니 커비 역
- 레드 버튼스 - 아니 조던 역
- 제인 메도스 - 돗 역
- 톰 포스턴 - 해리 역
- 베티 화이트 - 릴리언 조던 역
- 콜린 레니슨 - 에린 조던 역
- 제이크 샌드비그 - 조시 조던 역
- 폴 라이저 - 데이브 역

## 우리말 녹음
SBS 성우진 (2006년 10월 29일)
- 이정구 - 벤 조던(브루스 윌리스)
- 강희선 - 케이티 조던(미셸 파이퍼)
- 장광 - 스탠(롭 라이너)
- 이연희 - 레이철(리타 윌슨)
- 윤병화 - 데이브(폴 라이저)
- 임은정 - 에린 조던(콜린 레니슨)
- 이미자 - 조시 조던(제이크 샌드비그)
- 하성용 - 마티(팀 매서슨)